# Muckross Abbey
Muckross Abbey és un dels principals llocs d'interès eclesiàstic al Parc Nacional de Killarney, Comtat de Kerry, de la República d'Irlanda. Va ser fundada el 1448 com un convent franciscà d'observants, per Donal McCarthy Mor.
Ha tingut una història violenta i ha estat danyat i reconstruït moltes vegades. Els frares van ser sovint perseguits i sotmesos a atacs per grups de lladres. Avui dia l'abadia no conserva el sostre en el pis superior, tot i que, a part d'això, està molt ben conservada. La característica més interessant és situada al claustre, que conté un gran teix.

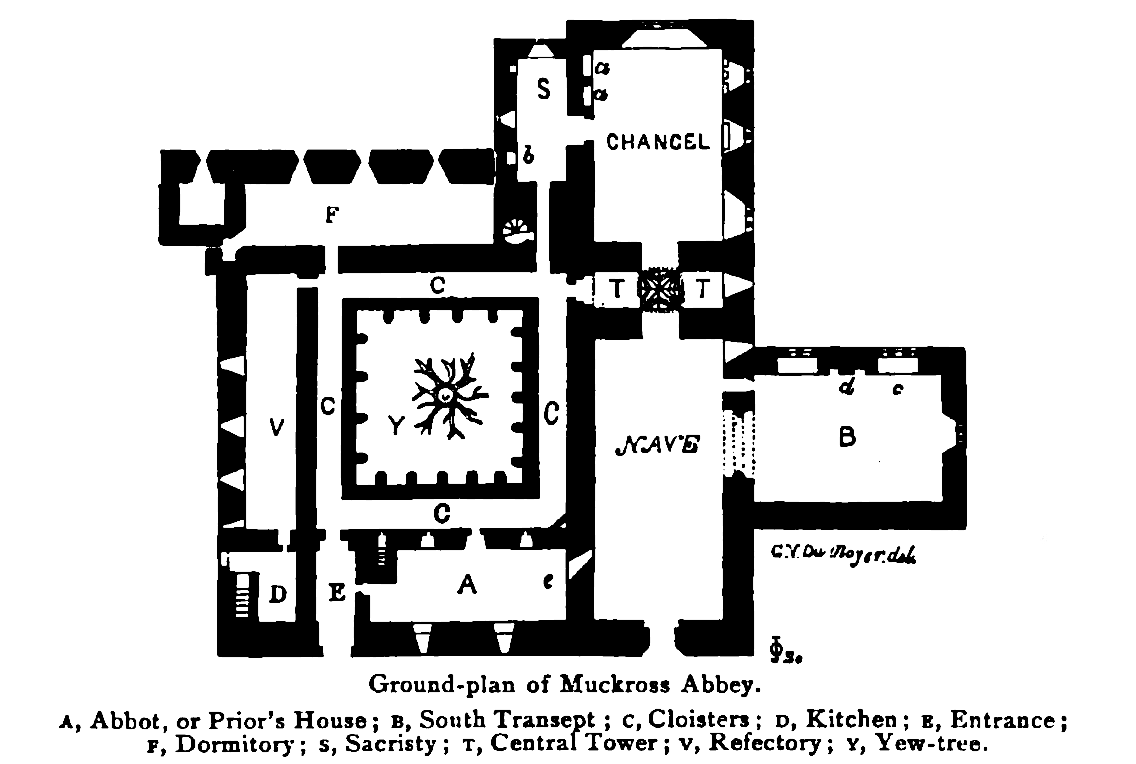
Planta baixa de Muckross Abbey

En els segles XVII i XVIII, va esdevenir el lloc d'enterrament de destacats poetes del Comtat de Kerry: O'Donoghue, O'Rathaille i O'Suilleabhain.